# Välvtjärnen (Degerfors socken, Västerbotten)
Välvtjärnen är en sjö i Vindelns kommun i Västerbotten och ingår i Umeälvens huvudavrinningsområde. Sjöns area är 0,013 kvadratkilometer och den befinner sig 260 meter över havet.